# 第三代斯坦厄普伯爵查爾斯·斯坦厄普

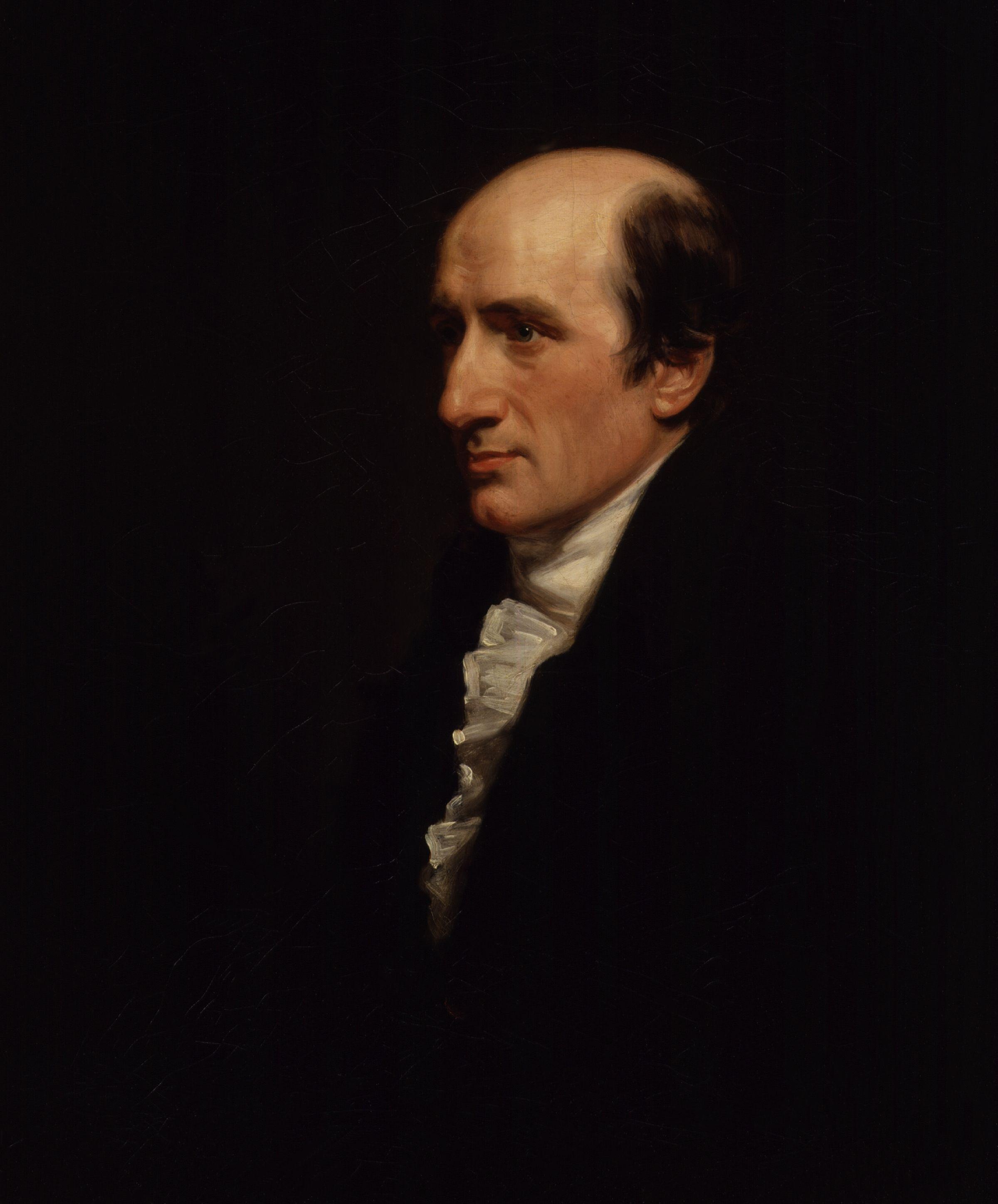
第三代斯坦厄普伯爵

第三代斯坦厄普伯爵查爾斯·斯坦厄普，FRS（Charles Stanhope, 3rd Earl Stanhope，1753年8月3日—1816年12月15日），英國政治家及發明家，發明斯坦厄普印刷機，該印刷機是生鐵製造，比當時流行的木製印機更耐用。
斯坦厄普曾在伊頓公學及日內瓦大學受教，後任下院議員，復繼承父親爵位而晉升上院。他曾任革命協會主席，政見主張議會改革，同情法國革命，反對英國針對當年的法國革命政權。

## 改良或發明項目

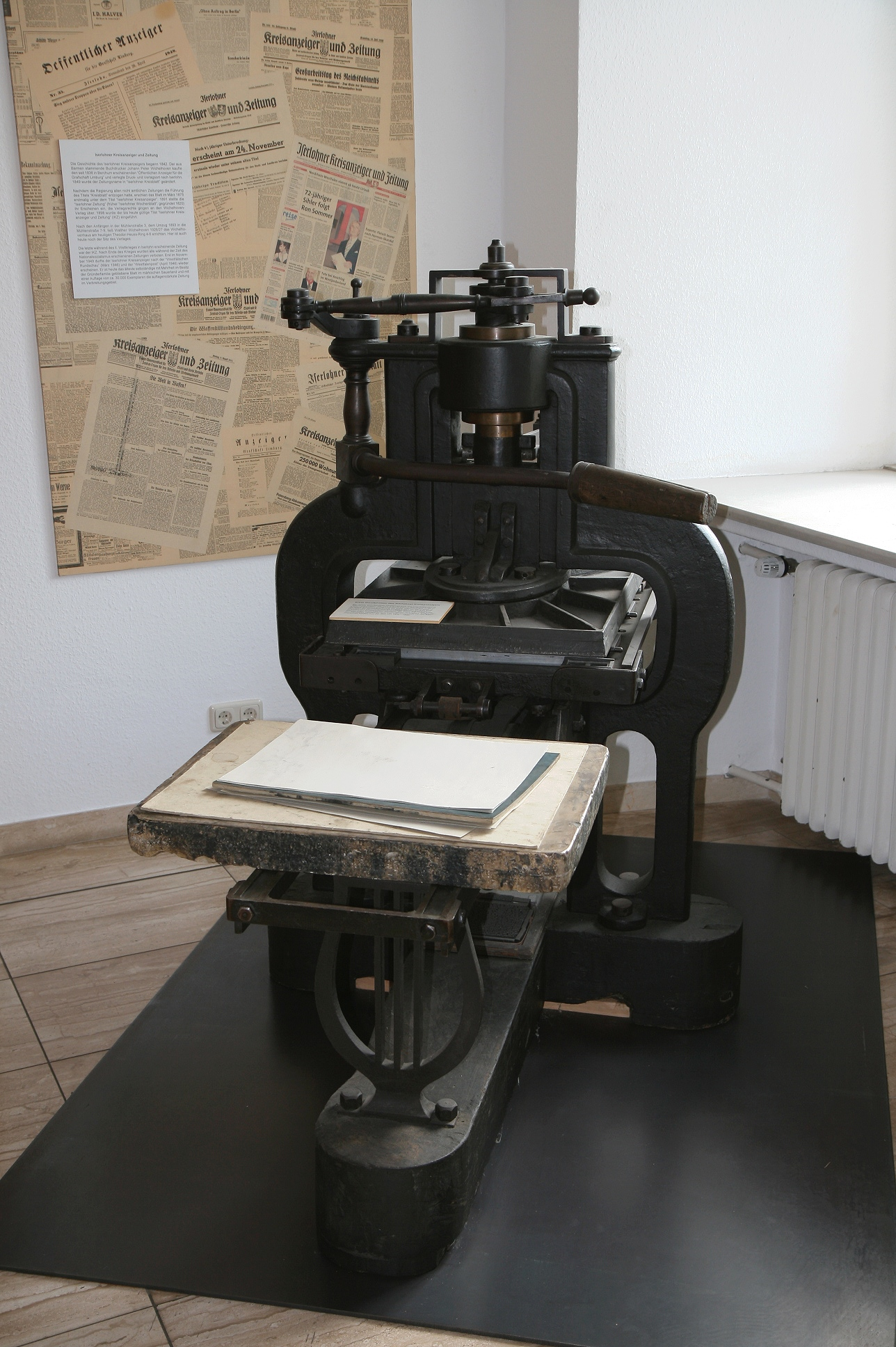
斯坦厄普印刷機

- 計算器
- 印刷機
- 顯微鏡
- 凸版印刷
- 蒸汽機車